# Antonius van Weert

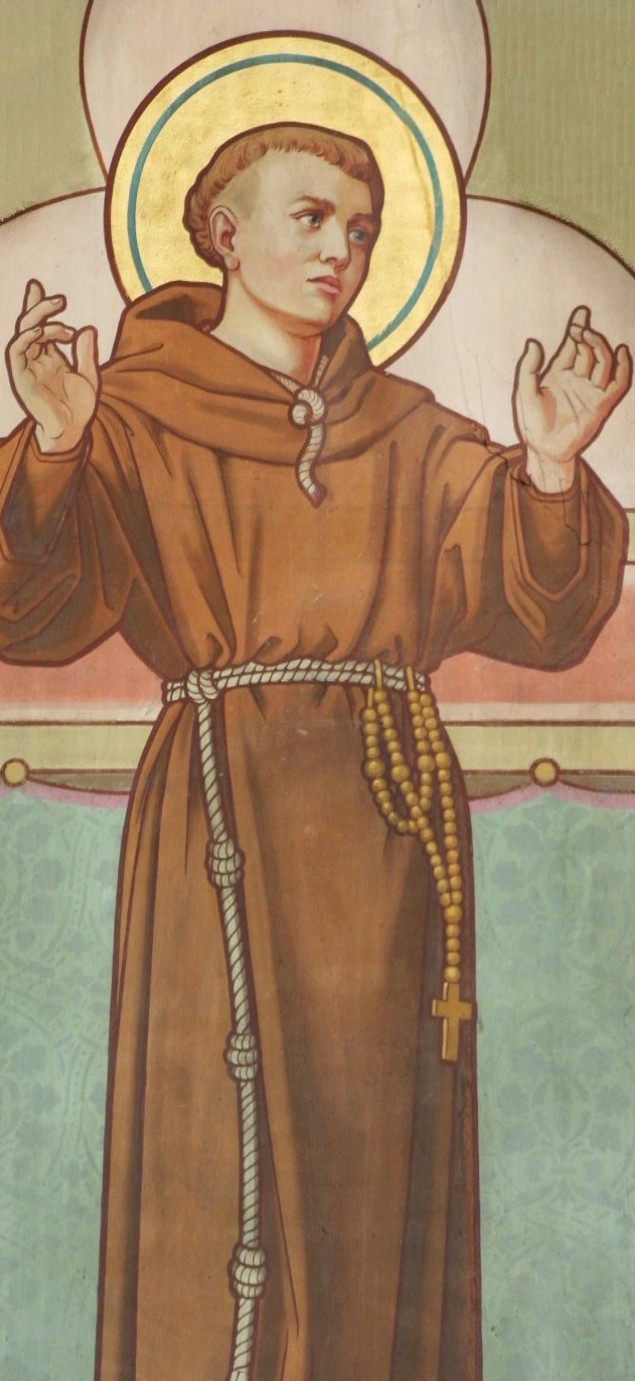
Antonius van Weert. Muurschildering in de Maria van Jessekerk in Delft

De heilige Antonius van Weert (Weert, circa 1522 - Brielle, 9 juli 1572) was een uit Weert afkomstige franciscaan en een van de negentien Martelaren van Gorcum.
Antonius is vermoedelijk geboren in de Weerter buurtschap Kampershoek. Omdat deze buurtschap tegen de grens met Nederweert aan lag en de exacte locatie van zijn geboortehuis niet bekend is, wordt er soms ook gesproken over Antonius van Nederweert. Antonius trad als novice in bij het klooster van de Franciscanen in 's-Hertogenbosch. Na zijn noviciaat kwam hij terecht in het klooster van Gorcum, waar zijn streekgenoot Hieronymus van Weert actief was als pastoor. Antonius en Hieronymus werden door de calvinisten gearresteerd wegens papisme. Samen met zeventien anderen eindigden zij op 9 juli 1572 in Brielle aan de galg. Na hun dood kregen zij bekendheid als de Martelaren van Gorcum. In 1867 werden zij heilig verklaard. Hun feestdag is 9 juli.